# Cory Burke
Cory Lamar Crossgill Burke (* 28. Dezember 1991 in Kingston) ist ein jamaikanischer Fußballspieler.

## Karriere

### Verein
Burke spielte bis 2016 bei Rivoli United. Im Februar 2016 wechselte er leihweise in die USA zum Bethlehem Steel FC. Im Mai 2016 debütierte er in der USL, als er am achten Spieltag der Saison 2016 gegen den FC Montréal in der 78. Minute für Seku Conneh eingewechselt wurde. Im Juni 2016 erzielte er bei einem 1:0-Sieg gegen Charlotte Independence sein erstes Tor in der USL. Bis Saisonende kam er zu 21 Einsätzen, in denen er vier Tore erzielte. Im November 2016 wurde er fest verpflichtet.
In der Saison 2017 kam er zu 24 Einsätzen für Bethlehem in der USL, in denen er neun Tore erzielte. Zur Saison 2018 wechselte er zu Philadelphia Union, dem Bethlehem als Farmteam dient. Sein Debüt in der MLS für Philadelphia gab er im März 2018, als er am ersten Spieltag jener Saison gegen New England Revolution in der 66. Minute für Fabian Herbers eingewechselt wurde. Im Mai 2018 erzielte er bei einem 2:0-Sieg gegen Montreal Impact sein erstes Tor in der MLS. In jenem Spiel wurde er allerdings auch in der 58. Minute erstmals mit einer Roten Karten vom Platz gestellt. In der Saison 2018 kam er zu 29 Einsätzen für Philadelphia in der MLS, in denen er zehn Tore erzielte, und vier Einsätzen für Bethlehem in der USL. Nach weiteren sieben Einsätzen in der MLS in der Saison 2019 wurde er im September 2019 aufgrund von Visumproblemen nach Jamaika an den Portmore United FC verliehen.
Im Februar 2020 wurde er an den österreichischen Bundesligisten SKN St. Pölten weiterverliehen. Bis zum Ende der Leihe kam er zu elf Einsätzen in der Bundesliga, in denen er vier Tore erzielte. Hiernach endete seine Zeit bei Union und er fand zur Saison 2023 bei den New York Red Bulls eine neue Heimat. Nach gutem Saisonstart bekam er ab dem Sommer kaum noch Einsätze, dann kamen auch noch Verletzungen hinzu. Zwar bekam er in der Saison 2024 wieder vermehrt Einsätze, jedoch wie schon zuvor als Ergänzungsspieler nur für die Schlussminuten. Seit der Saison 2025 ist er Teil der USL-Championship-Mannschaft des Lexington SC.

### Nationalmannschaft
Burke stand im November 2015 gegen Panama erstmals im Kader der jamaikanischen A-Nationalmannschaft. Sein Debüt für diese gab er im September 2016, als er in der WM-Qualifikation gegen Haiti in der Startelf stand und in der 74. Minute durch Clayton Donaldson ersetzt wurde. Sein erstes Tor für Jamaika erzielte er im Oktober 2016 bei einem 4:2-Sieg in der Qualifikation zur Karibikmeisterschaft gegen Guyana. Mit Jamaika nahm er 2017 am Gold Cup teil. Burke kam während des Turniers zu fünf Einsätzen, mit Jamaika scheiterte er im Finale an den USA.